# Enoplognatha biskrensis
Enoplognatha biskrensis es una especie de araña araneomorfa del género Enoplognatha, familia Theridiidae. Fue descrita científicamente por Denis en 1945.
Habita en Marruecos, Argelia y Túnez.